# Victor Kac
Victor Kac (Russisch: Виктор Гершевич (Григорьевич) Кац, Viktor Gersjevitsj (Grigorjevitsj) Kats) (Boegoeroeslan, Russische SFSR, Sovjet-Unie, 19 december 1943) is een Russisch en Amerikaans wiskundige die verbonden is aan MIT. 
Hij is bekend vanwege zijn werk in de representatietheorie. Hij construeerde de Kac-Moody-algebra's. Hij gebruikte de Weyl-Kac-karakterformule om de Macdonald-identiteiten te herbewijzen.  Hij classificeerde de eindig-dimensionale eenvoudige Lie-superalgebra's en vond de Kac-determinantformule voor de Virasoro-algebra.